# Cauchemar (Buffy)
Pour les articles homonymes, voir Restless et Cauchemar (homonymie).
Cauchemar est le 22e et dernier épisode de la quatrième saison de la série télévisée Buffy contre les vampires. Comme beaucoup d'épisodes écrits et réalisés par le créateur du show Joss Whedon, (Un silence de mort, ou Que le spectacle commence, par exemple) cet épisode présente plusieurs particularités formelles et narratives, qui découlent du synopsis. La quasi-totalité de l'intrigue se déroule en effet à l'intérieur des rêves des quatre personnages principaux aux origines de la série. Formellement, l'univers onirique permet à Whedon de multiplier les expériences visuelles ou sonores. Sur le plan narratif, l'épisode présente le bilan sur les personnages que le spectateur suit depuis quatre ans, et annonce de façon cryptée certains événements de la cinquième saison.

## Résumé
Après avoir invoqué l'esprit de la Première Tueuse et uni leur essence pour combattre Adam dans l'épisode précédent, Willow, Alex, Giles et Buffy se retrouvent pour une soirée vidéo chez Joyce Summers. Ils s'endorment tous quasi-instantanément. Le scénario suit les rêves de chacun. Il apparaît progressivement que la première Tueuse qu'ils ont invoquée tente de les tuer dans leur sommeil. À la fin de l'épisode, on apprend que l'origine des pouvoirs de Buffy sera un sujet important dans la prochaine saison.

### Rêve de Willow
Willow est dans la chambre de Tara en train d'écrire au pinceau l'Hymne à Aphrodite de Sappho sur le dos de Tara. Tara fait remarquer qu'elles n'ont pas encore trouvé son nom. Willow lui demande si elle parle de Miss Kitty Fantastico et lui dit que c'est normal, elle n'est pas encore une adulte. Willow regarde par la fenêtre où se trouve un désert éblouissant et dit qu'elle va être en retard à son cours d'art dramatique. Elle se retrouve ensuite en plein milieu de répétitions pour la pièce Mort d'un commis voyageur, où Riley Finn joue « le cow-boy ». Au moment de monter sur scène, elle se retrouve en fait à réaliser un exposé sur Le Lion, la Sorcière blanche et l'Armoire magique devant ses anciens camarades s'ennuyant ostensiblement et Tara et Oz en train de flirter. Elle est tuée par la première tueuse, qui lui aspire son esprit.

### Rêve d'Alex
Le rêve d'Alex commence à l'endroit où le groupe s'est endormi. Alors qu'une version alternative d’Apocalypse Now tourne, Alex se lève pour aller aux toilettes. Sur le chemin, il est l'objet d'une tentative de séduction par Joyce, la mère de Buffy. Aux toilettes, il est observé par l'ensemble de l'Initiative et décide de changer de lieu. Il se retrouve alors dans un parc pour enfants où Buffy joue dans un bac à sable de la taille d'un désert et Spike et Giles font de la balançoire. Il se retrouve ensuite dans un camion de vendeur de glace avec Anya, mais décide de rejoindre Willow et Tara à l'arrière. Il se retrouve à nouveau devant Giles, qui lui explique ce qui se passe dans les rêves, mais en français. Alex rejoue ensuite une scène d’Apocalypse Now où le Colonel Walter Kurtz est remplacé par le proviseur Snyder. La première tueuse le tue en lui arrachant le cœur.

### Rêve de Giles
Giles tente d'hypnotiser Buffy dans un appartement entièrement vide hormis la chaise sur laquelle elle est assise mais Buffy se met à rire. Le rêve passe ensuite à une scène où il est à la fête foraine avec Olivia et Buffy et ne cesse de réprimander cette dernière. Giles commence à comprendre que quelque chose ne va pas mais il rencontre Spike qui pose dans sa crypte pour une séance photo pour touristes. Il arrive ensuite au Bronze où il discute avec Willow et Alex de ce qui est en train de leur arriver pendant qu'Anya raconte une histoire drôle sur scène. Giles commence alors à donner ses instructions à Alex et Willow en chantant mais il y a une coupure de son. Il rampe alors sous la scène en remontant le câble de son et réalise qu'il a affaire à la Première Tueuse juste avant que celle-ci ne le scalpe.

### Rêve de Buffy
Buffy se trouve dans sa chambre et contemple le lit qu'elle vient de faire avec Faith. Tara apparaît alors pour lui donner des indications cryptiques et la prévenir de revenir avant l'aurore (« Dawn » en anglais). Buffy se met alors en quête du Scooby-gang, d'abord à l'université, où elle rencontre sa mère qui vit dans les murs, puis à l'Initiative, où Riley lui annonce qu'il a été nommé Ministre de la Santé et établit des plans de domination mondiale avec Adam. Une voix annonce que les démons attaquent et Buffy ouvre son sac pour y chercher des armes mais ne trouve que de la boue qu'elle s'étale sur le visage. Elle se retrouve ensuite dans le désert où elle rencontre enfin la Première Tueuse, dont Tara traduit les paroles. La Première Tueuse l'avertit qu'elle ne peut avoir d'amis et doit agir seule mais Buffy rejette ses avis et les deux tueuses se battent, d'abord dans le désert puis dans la maison Summers. Buffy réalise alors qu'elle peut mettre fin au combat en niant l'existence de la Première Tueuse et celle-ci disparaît.

### Conclusion
Tous les quatre se réveillent alors et, plus tard, Giles leur explique qu'ils ont provoqué la colère de la Première Tueuse à cause du sort d'union qu'ils ont utilisé pour battre Adam, niant ainsi le fait que la Tueuse est la source du pouvoir. L'épisode (et la saison) se termine sur Buffy se tenant devant la porte de sa chambre et se remémorant ce que lui a dit Tara dans son rêve à propos du fait qu'elle croyait savoir ce qui l'attendait mais qu'elle « commençait à peine ».

## Production
L'épisode clôt la saison et introduit également, avec l'apparition de la Première Tueuse, le thème de la saison 5 sur la signification d'être une tueuse de vampires. Contrairement aux deux saisons précédentes, Joss Whedon ne voulait pas terminer par un point culminant. Il souhaitait faire quelque chose de différent, et se concentrer sur les quatre personnages originaux et leur évolution depuis le début de la série. L'épisode est donc une étude de ces quatre personnages à travers leurs rêves, avec l'intrusion de la tueuse primitive dans chacun d'entre eux comme seule structure narrative.
Ce projet impliquait que Whedon, qui selon lui prépare méticuleusement les scénarios et le tournage de ces épisodes, anticipant tout, devait changer de méthode. « Je ne pouvais pas savoir où j'allais. Je me suis seulement assuré que les images étaient en harmonie avec les personnages et la dynamique du récit. » Hormis ce souci, il affirme avoir procédé par association libre et écrit une sorte de poème symphonique de 40 minutes, ce qui l'aurait « libéré ». Il définit ce travail comme un « exercice de style » formateur pour le travail d'écriture, autant que le fut la préparation de Un silence de mort.
Au niveau de l'esthétique, Whedon a beaucoup puisé son inspiration dans L'Anglais, de Steven Soderbergh, et dans Eyes Wide Shut. Il a également utilisé différentes techniques cinématographiques pour accentuer l'impression d'onirisme qui se dégage de l'épisode : de longs travellings pour suivre les personnages (notamment Giles et Alex) quand ils se déplacent dans leurs rêves et passent sans transition par des endroits n'ayant aucun rapport logique entre eux (profitant pour cela de la proximité des différents décors du studio de tournage) ; filmant des plans où le personnage se trouve sur le côté et non au centre du cadre ; utilisant une image négative quand Buffy s'enduit le visage de boue et une image surexposée quand elle joue dans le bac à sable ; et montant l'épisode de façon à passer abruptement de scènes en gros plan à des plans très larges et utilisant des vitesses d'images par seconde différentes dans le rêve de Buffy.